# Zelfverbranding van Wynn Bruce
Op vrijdag 22 april 2022 stak klimaatactivist Wynn Alan Bruce zichzelf in brand op het plein van het Hooggerechtshof van de Verenigde Staten in Washington. De fatale zelfverbranding, die plaatsvond op de Dag van de Aarde, werd door Bruce' vrienden en zijn vader gekenmerkt als protest tegen de klimaatcrisis. Zijn vriend noemde het uitdrukkelijk "geen zelfmoord".

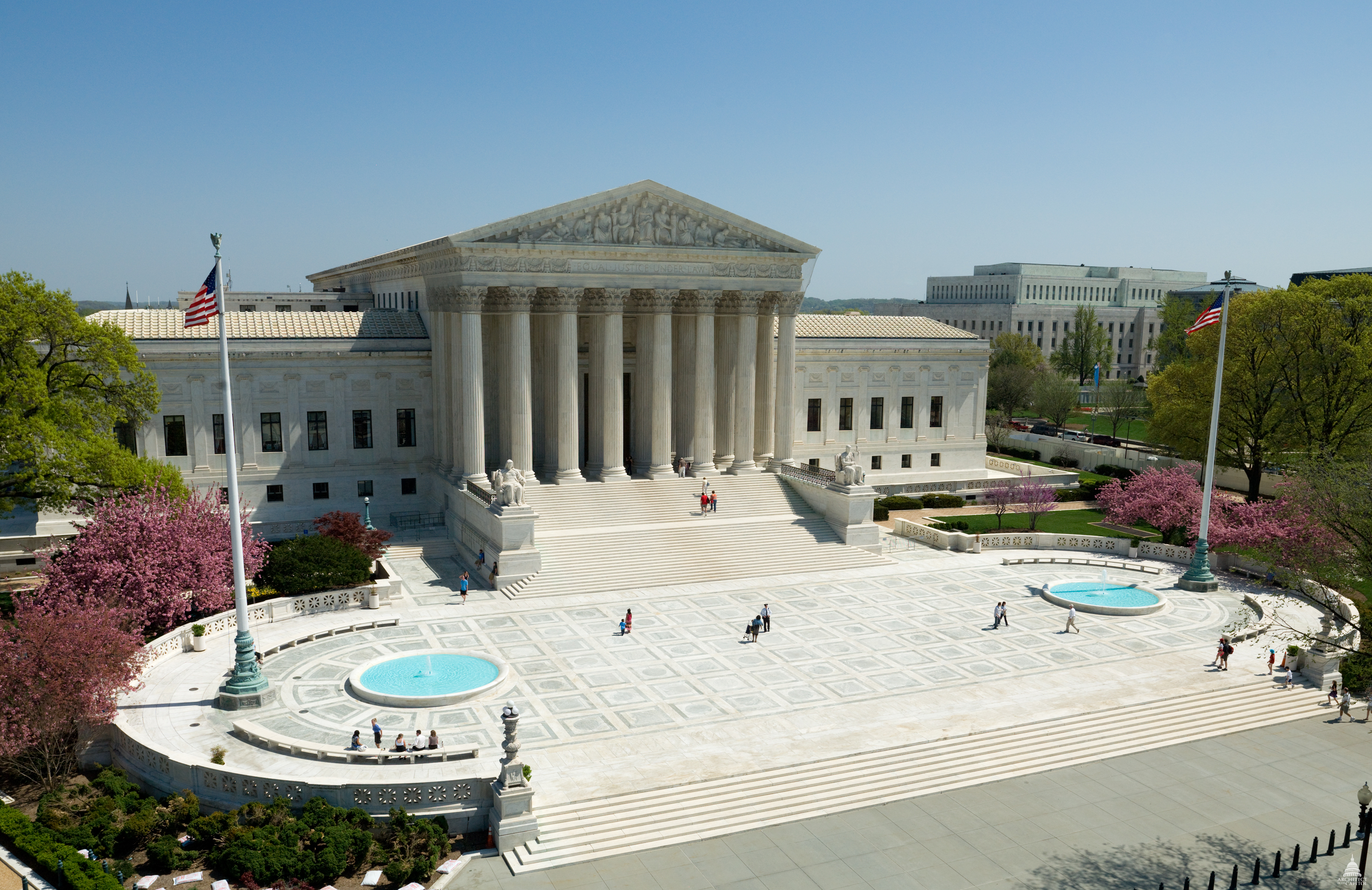
Het plein in Washington bij het Hooggerechtshof van de Verenigde Staten waar de zelfverbranding plaatsvond.

## Zelfverbranding
Om ongeveer 18.30 uur op 22 april 2022 (Dag van de Aarde), naderde Bruce te voet het plein van het Hooggerechtshof van de Verenigde Staten, ging zitten en stak zichzelf in brand. Volgens een fotograaf die aanwezig was, zat Bruce rechtop en schreeuwde of huilde hij niet terwijl hij in brand stond, gedurende een periode van ongeveer 60 seconden, waarna de politie het vuur bluste. Pas nadat het vuur gedoofd was, drukte hij hoorbaar zijn pijn uit. Politieagenten gebruikten pylonnen om water uit een fontein op het plein te scheppen om Bruce te blussen. Niemand anders raakte gewond. Minuten na de zelfverbranding werd hij door een helikopter van de National Park Service naar een ziekenhuis gebracht. Bruce stierf de volgende dag als gevolg van zijn verwondingen; hij is 50 jaar oud geworden.

## Wynn Bruce
Wynn Alan Bruce was een 50-jarige man uit Boulder (Colorado). Hij groeide op in Minnesota, waar hij aan veldlopen deed. Eind jaren tachtig verhuisde hij naar Florida om bij zijn moeder te gaan wonen, waar hij naar de Hernando High School ging, waar hij lid was van de wetenschapsclub. Hij studeerde in 1989 af van de middelbare school en was van plan om bij de Amerikaanse luchtmacht te gaan werken, maar er vond een ongeval plaats met een auto waarbij een van Bruce zijn vrienden overleed en waarbij Bruce zelf ernstig gewond raakte; hij liep een traumatisch hersenletsel op, evenals een beschadiging aan een van zijn benen. Hij verhuisde in 2000 naar Boulder en raakte geïnteresseerd in fotojournalistiek.
Terwijl hij alleen in Boulder woonde, beoefende hij het boeddhisme. Hij was een fotojournalist die een portretfotografiestudio runde en afgestudeerd was aan het Front Range Community College en het Community College van Denver. Daarnaast was hij klimaatactivist. Volgens zijn vader, Douglas Bruce, was "bezorgdheid over het milieu en klimaatkwesties echt oprecht en centraal" in de identiteit van Wynn Bruce; het was een levenslange verbintenis geweest in zijn leven.